# Pino Manos
Pour les articles homonymes, voir Manos.
 (août 2023).
La mise en forme du texte ne suit pas les recommandations de Wikipédia : il faut le « wikifier ».
Les points d'amélioration suivants sont les cas les plus fréquents. Le détail des points à revoir est peut-être précisé sur la page de discussion.
- Les titres sont pré-formatés par le logiciel. Ils ne sont ni en capitales, ni en gras.
- Le texte ne doit pas être écrit en capitales (les noms de famille non plus), ni en gras, ni en italique, ni en « petit »…
- Le gras n'est utilisé que pour surligner le titre de l'article dans l'introduction, une seule fois.
- L'italique est rarement utilisé : mots en langue étrangère, titres d'œuvres, noms de bateaux, etc.
- Les citations ne sont pas en italique mais en corps de texte normal. Elles sont entourées par des guillemets français : « et ».
- Les listes à puces sont à éviter, des paragraphes rédigés étant largement préférés. Les tableaux sont à réserver à la présentation de données structurées (résultats, etc.).
- Les appels de note de bas de page (petits chiffres en exposant, introduits par l'outil «  Source ») sont à placer entre la fin de phrase et le point final[comme ça].
- Les liens internes (vers d'autres articles de Wikipédia) sont à choisir avec parcimonie. Créez des liens vers des articles approfondissant le sujet. Les termes génériques sans rapport avec le sujet sont à éviter, ainsi que les répétitions de liens vers un même terme.
- Les liens externes sont à placer uniquement dans une section « Liens externes », à la fin de l'article. Ces liens sont à choisir avec parcimonie suivant les règles définies. Si un lien sert de source à l'article, son insertion dans le texte est à faire par les notes de bas de page.
- La présentation des références doit suivre les conventions bibliographiques. Il est recommandé d'utiliser les modèles {{Ouvrage}}, {{Chapitre}}, {{Article}}, {{Lien web}} et/ou {{Bibliographie}}. Le mode d'édition visuel peut mettre en forme automatiquement les références.
- Insérer une infobox (cadre d'informations à droite) n'est pas obligatoire pour parachever la mise en page.

Pour une aide détaillée, merci de consulter Aide:Wikification.
Si vous pensez que ces points ont été résolus, vous pouvez retirer ce bandeau et améliorer la mise en forme d'un autre article.
Pino Manos est né à Sassari le 10 mars 1930 et est décédé à Milan le 23 juillet 2020. Il est un peintre, sculpteur et architecte italien, fondateur du spatialisme aux côtés de Lucio Fontana.

## Biographie

### Années 1950
En 1951, il s'installe à Milan où il fréquente l'Académie des beaux-arts de Cimabue (avec Enrico Castellani et Vincenzo Agnetti) et l'Académie des beaux-arts de Brera. Il se lie d'amitié avec Roberto Crippa, Gianni Dova, Marino Marini, Agostino Bonalumi et Bruno Munari, mais surtout avec Lucio Fontana, qui adhère au mouvement du Spatialisme. À la même époque, il s'inscrit à l'école d'architecture de l'École polytechnique de Milan.
En raison du fascisme et de la Seconde Guerre mondiale, les jeunes artistes italiens connaissent un lourd isolement culturel par rapport au contexte international. L'artiste exprime à l'époque son besoin de renouveau. La période de l'après-guerre est marquée par des rencontres, des échanges, des collaborations, des expositions collectives d'artistes... Milan devient un creuset d'idées. Au cours de cette période, Pino Manos s'approprie les idées du mouvement spatialiste et trouve, au fil d'un travail de plusieurs années, une manière très personnelle de les développer.
À partir des années 1950, l'œuvre de Manos se caractérise par une multiplicité de formes d'expression (de la peinture à la sculpture en passant par le dessin) dans une expérimentation continue des matériaux et des choix de couleurs.
En 1956, il se rend à Rome où il vit et travaille, s'intégrant dans le milieu artistique et culturel très vivant et fécond de l'époque. Il devient l'ami d'Alberto Burri.
En 1957, il s'installe à Florence où il termine ses études d'architecture et où il vit pendant 12 ans. Il y expose à la galerie Numero de Fiamma Vigo, où il rencontre l'artiste Pietro Gentili.

### Années 1960
En 1961, trois œuvres de Pino Manos sont placées de manière permanente dans la collection de Nelson Rockefeller à New York.
À partir de 1962, il effectue des séjours et de longs voyages d'étude et de recherche intérieure en Europe et dans le reste du monde (Inde, Égypte, Israël, Turquie, Iran, Pérou, Mexique, États-Unis et Moyen-Orient en général). Il rencontre des mystiques et des maîtres spirituels de différentes confessions et cultures et choisit la voie de la recherche intérieure basée sur les techniques de méditation et de pratiques contemplatives.
La même année, il organise des expositions personnelles en Europe et en Amérique (Galerie Duncan à Paris, New Vision Centre à Londres, Museu de arte Brasilera à São Paulo, Brésil, Armony Gallery à New York). Avec les trente artistes les plus éminents d'Europe, il est invité à Londres pour adhérer au "Manifeste Europe 1962 : Painting and Sculpture" organisé par la New Vision Centre Gallery, envisagé comme la base de l'Union européenne naissante,.
En 1968, Pino Manos quitte Florence et s'installe définitivement à Milan.
En 1969, il prend la décision  de se retirer de toute activité d'exposition.

### Années 1970
De 1972 à 1977, Pino Manos héberge à Milan le mystique indien Baba Bedi XVI et quelques membres indiens de sa famille dans son appartement. Le lieu devient un centre d'activité spirituelle où passent jour et nuit des personnes désireuses de trouver un sens à leur existence. Baba Bedi XVI aide Manos à résoudre les énigmes de la réincarnation et à entrer en contact avec des énergies intérieures inexplorées.

### Années 1980-1990
En 1980, il fonde l'association Il Creativo (Le Créatif) pour la socialisation de l'art et le développement de la créativité en tant qu'élément thérapeutique. L'objectif de l'association est d'éveiller les potentialités latentes de chaque individu. Cette méthodologie a également été appliquée avec des résultats positifs dans le traitement de la toxicomanie et du handicap.
L'artiste organise et coordonne de nombreux séminaires et conférences dans les villes d'Italie sur l'art et la recherche intérieure à l'aide d'exercices de contemplation.
Dans les années 1990, Manos prépare son retour aux expositions : au cours de ces dernières années, sa créativité s'est déployée dans une liberté absolue. Sa maison-atelier de Via Legnano est devenue un lieu mystico-artistique. Manos y a introduit un chaos apparent d'œuvres, de matériaux et d'objets évocateurs : chaque « artefact » se voit attribuer une place, une signification et une tâche.
En 1995, Italo Bertolasi a consacré le film Pino Manos la casa, le opere la vita à la maison Manos.

### Années 2000
En 2001, Pino Manos épouse Paola Porta, architecte et art-thérapeute, qui a produit au fil des ans une documentation complète sur l'œuvre de son mari et s'occupe de son héritage.
En 2002, il publie le « Manifeste de l'art de la lumière », qui expose clairement le tournant pris par sa pratique artistique. La fréquentation de mystiques, la discipline intérieure cultivée pendant des années et la thérapie artistique ont conduit Manos à une conception essentiellement spirituelle de l'existence en tant qu'être humain. Par conséquent, il en vient également à une redéfinition globale du rôle de l'artiste.

### Années 2010
En 2010, Pino Manos écrit le Manifeste de la synchronicité, prolongement naturel de l'idée d'éveil créatif que l'artiste cultive pour donner une luminosité corporelle à l'essence pure des formes. Au centre de cette réflexion se trouve le projet de vie au-delà des paradigmes de l'histoire, une union entre le sujet et la sphère collective, et une synthèse entre le moi et le monde absolu. C'est une dimension totale où l'acte créateur illumine le chemin de l'homme à la recherche de résonances avec l'absolu. Ce Manifeste autour de la pensée de la Synchronicité coïncide avec une période très fertile en travaux, projets, expositions et conférences.
La même année, le mouvement Rigorismo (Rigourisme) est fondé dans le sillage du Transpatialisme avec l'implication d'Enrico Castellani, Agostino Bonalumi, Giuseppe Amadio, Cesare Berlingeri, Alberto Loro, Pino Manos, Vanna Nicolotti, Turi Simeti, Paolo Scheggi, Paolo Bazzocchi, Umberto Mariani et Pino Pinelli, organisée par Flavio Lattuada à la Galleria Lattuada, en suivant la poétique spatiale de Lucio Fontana. Le groupe d'artistes a été présenté par le philosophe Massimo Donà. Le spatialisme s'exprime ici de manière plus radicale et les canons sont rendus plus rigoureux avec le dépassement des limites bidimensionnelles, l'inclusion de nouvelles formes de figuration et l'ouverture à de nouveaux moyens d'expression.
En 2012, il participe à l'œuvre collective Archétypes : un livre d'artiste créé avec des graphiques numériques signés par Leo Nilde Carabba, Sergio Dangelo, Rebecca Foster, Haukur Halldórsson, Ho Kan, Giovanni Leombianchi, Marco Magrini, Pino Manos, Vanna Nicolotti, Roberta Rocca, Silvia Venuti et, pour la poésie, Arturo Schwarz.
Les œuvres « synchroniques » de Manos suscitent l'intérêt des initiés au niveau international. En 2015, il est invité à la galerie Unix à New York, qui organise une exposition solo intitulée Synchronicity.
Depuis 2016, l'artiste est en collaboration exclusive avec Opera Gallery : il expose dans diverses expositions collectives de la galerie. En 2017, une exposition solo, Synchronicitè, est organisée à Paris, accompagnée d'un catalogue. À cette occasion ainsi que pour l'exposition collective Le monochrome italien avec Lucio Fontana, Enrico Castellani, Agostino Bonalumi, Turi Simeti, Umberto Mariani, Pino Manos, Marcello Lo Giudice e Alessandro Algardi, Pino Manos vient à Paris.
En 2019, ses œuvres sont exposées à l'ambassade d'Italie à Londres dans le cadre de l'exposition collective Spaziale ! Italian Spatialism and its Legacy organisée par Opera Gallery. Elle présente les artistes qui adhèrent au mouvement spatialiste. À cette occasion, Opera Gallery présente également la monographie Pino Manos sous la direction de Sergio Risaliti, directeur du Museo Novecento de Florence.
Pino Manos poursuit son travail jusqu'à quelques mois avant sa mort, le 23 juillet 2020, à l'âge de 90 ans, à son domicile de Milan.

## Postérité
En 2022, la Galerie Sarto à Paris organise la première exposition dédiée aux œuvres sur papier de Pino Manos. Il s'agit de la première exposition de dessins de l'artiste, qui n'avaient jamais quittés l'atelier jusqu'alors. À cette occasion, un catalogue est publié.

## Œuvre
L'œuvre de Pino Manos présente plusieurs caractéristiques communes : son travail se situe entre la peinture et la sculpture. Manos a été le premier à utiliser la technique des rubans de tissu colorés étendus, qu'il a développée à partir de la fin des années 1960. On peut identifier ses œuvres selon des groupes à la chronologie bien définie : "cromoplastiche", "opere estroflesse", "cromanastri", "strutture", "nodi", "coni", "opere sincroniche".

### Cromoplastiche
Au début des années 1960, Manos a créé des "chromoplastiques" en expérimentant avec du grillage, du sable, du plomb, du ciment : différents matériaux interagissent avec la lumière, la couleur, le plastique et l'espace.

### Opere estroflesse
À partir de la fin des années 1960, l'artiste a créé ces œuvres en utilisant la technique des rubans de tissu colorés étendus sur le châssis.

### Cromanastri, strutture, nodi, coni
De 1969 à 1994, il a travaillé exclusivement dans son atelier. Au cours de ces années, il crée des œuvres qui reflètent sa tentative de se relier au cosmos, d'où la nécessité d'inclure d'autres "dimensions" dans l'œuvre d'art.
L'année 1994 marque le retour de Manos à l'activité d'exposition. Il utilise différents matériaux pour créer des "structures", des "nœuds", des "cônes" et des "cromanastri", œuvres qu'il retravaillera également dans les années suivantes.

### Opere sincroniche
La longue recherche entamée par Manos dans les années 1960 sur les bandes et les "opere estroflesse" se greffe sur la poétique de la "synchronicité". De cette nouvelle vision sont nées, en 2010, les "œuvres synchroniques" qui constituent la plus grande contribution de Manos au Spatialisme.

## Expositions

### Expositions personnelles
- 1961 – London – Woodstock Gallery
- 1962 – London – New Vision Centre Gallery
- 1962 – Florence – Galleria Tornabuoni
- 1962 – Prato – Galleria Numero
- 1966 – Sassari – Galleria Uno
- 1966 – São Paulo – Museu de Arte Brasilera da Fundacào Alvares Pentaedo 1996 – Como – Villa Olmo
- 1997 – Como – Villa Olmo – “Pellegrinaggio alla ricerca dell’Essere”
- 1997 – Como – Chiostrino di S. Eufemia – “Nodi e Cromoplastiche”
- 2008 – Sassari – Palazzo della Frumentaria – mostra Antologica
- 2015 – New York – Unix Gallery – “Sincronicity”
- 2017 – Paris – Opera Gallery – “Synchronicité”
- 2022 - Paris – Sarto Gallery – Exposition rétrospective d’œuvres sur papier

### Expositions collectives
- 1961 – Florence – Galleria Numero – National exhibition of abstract art
- 1961 – Pistoia – Galleria Nazionale – International exhibition of abstract art
- 1961 – Florence – Donatello square – The 9th open-air exhibition
- 1961 – Paris – Duncan Gallery – Avant-garde sculpture and painting
- 1961 – London – Obelisk Gallery – Group of Italian artists (together with Marino Marini, Baj, Fontana, Gio and Arnaldo Pomodoro)
- 1961 – London – New Vision Gallery – Exhibition “Trends”
- 1961 – Florence – Galleria Numero – Exhibition of small size paintings
- 1962 – London – New Vision Gallery – “Europe 1962 painting and sculpture”
- 1962 – London – Woodstock Gallery – “Christmas exhibition”
- 1962 – Florence – Galleria Mischaud – Contemporary art
- 1962 – Denver – Group of Italian artists
- 1962 – Copenhagen – Nikolaj Kirke – Italian artists
- 1962 – Florence – Galleria Numero – National exhibition of abstract art
- 1962 – Venice – Galleria Numero – Artists of the Numero
- 1962 – Florence – Casa Buonarroti – Exhibition-debate of painting and poetry
- 1962 – Florence – Donatello square – The 10th open-air exhibition
- 1963 – Venice – Galleria XXII Marzo
- 1963 – Florence – Palazzo Strozzi – Exhibition-market
- 1963 – Milan, Rome, Florence – Exhibitions in Galleria Numero
- 1963 – Milan – Galleria dell’Indice – Spring exhibition
- 1963 – New York – Armory Gallery – Italian artists
- 1963 – Livorno – Galleria del Grattacielo
- 1963 – Cinquale (Massa Carrara) – Garden House
- 1964 – Richmond and Yale – International group exhibition
- 1964 – Rome – Public Education Exhibition
- 1964 – Florence – Palazzo Strozzi – Exhibition-market
- 1963 – Cinquale (Massa Carrara) – International exhibition
- 1964 – Ancona – Marche award
- 1965 – Houston – Foley’s Gallery
- 1965 – Atlanta – Rich’s Gallery
- 1966 – Barcellona – Joan Mirò Award
- 1966 – Sassari – Galleria Uno – Five Artists
- 1966 – Florence – Galleria Numero – Comparison exhibition
- 1966 – Florence – Galleria Numero – International exhibition
- 1966 – Florence – Galleria Numero – Indications 1966
- 1994 – Milan – Galleria San Fedele
- 1994 – Orzinuovi (Brescia) – Castello San Giorgio
- 1995 – Perugia – Centro Esposizioni della Rocca Paolina
- 1995 – Carmignano di Brenta (Padova) – Villa Municipale Corniani 1996 – Milan – Vismara Arte
- 1997 – Milan – Living Art Gallery
- 1997 – Como – Miniartextil – International review of textile art
- 2001 – Tokyo – Attico Gallery
- 2001 – Tokyo – Attico Gallery
- 2001 – Tokyo – T.Box Gallery
- 2002 – Osaka – Circus Kobe
- 2002 – Kyoto – Yuikaji
- 2002 – Kyoto – Mibu Gallery
- 2005 – Milan – Vismara Arte – Collective exhibition of contemporary art
- 2010 – Milan – Lattuada Arte – Exhibition on Rigourism
- 2011 – Milan – Lattuada Arte – Exhibition on Rigourism
- 2011 – Milan – Galleria San Carlo – Exhibition on Rigourism
- 2012 – Milan – Lattuada Arte – Exhibition on Rigourism
- 2012 – Milan – Galleria San Carlo
- 2011 – 2012 – With Galleria Lattuada he partecipated in several national and international art fairs (especially Fiera Arte Padova, Arte Fiera Bologna, MiArt Milan)
- 2012 – Milan – Studio D’Ars – Around the water, for a sustainable planet
- 2013 – Milan – Bocca Bookshop – Archetipi
- 2013 – Milan – Galleria Antonio Battaglia – Exhibition on Rigourism
- 2013 – Florence – Osservatorio delle Arti-Diciotto – New masterpieces of the secret garden
- 2013 – With Galleria Lattuada he partecipated in several national and international art fairs (especially Fiera Arte Padova, Fiera Bergamo, MiArt Milan and others)
- 2013 – Cherasco (Cuneo) – Palazzo Salmatoris – Rigourism
- 2013 – Milan – FineArt – Rigourism
- 2013 – Milan – Arte Centro-Lattuada Arte – The Rigourism
- 2013 – Milan – Brera artistic high school – “Spaces, borders, territories. Place, movements and trends of contemporary art”
- 2014 – With Galleria Lattuada he participated in several national and international art fairs (especially Fiera Arte Padova, Fiera Bergamo, MiArt Milan, “Artissima” Turin and others)
- 2014 – Bologna – With Galleria Antonio Battaglia he participated in Artefiera
- 2014 – Crotone – Galleria Arte Contemporanea ex Lazzaretto – Exhibition on Rigourism
- 2014 – Milan – Istituto Pedagogia Acquariana – “Express light”
- 2014 – Miami – Art Miami Pavillon
- 2015 – Munich – Gallery Lou
- 2015 – Bologna – With Lattuada Studio he partecipated in Artefiera
- 2015 – New York – Italian Cultural Institute – The Rigourism
- 2015 – New York – Unix Gallery – The Rigourism
- 2015 – With Unix Gallery he participated in art fairs in New York, Miami, Los Angeles
- 2015 – New York, Houston – Unix Gallery
- 2016 – New York, Houston – Unix Gallery
- 2016 – London – Olympia
- 2016 – New York – Opera Gallery – “Monochromaniac”
- 2016/2017 – New York – Unix Gallery – “Future anesthetics”
- 2017 – Paris – Opera Gallery – “Umberto Mariani & le Monochrome Italien”
- 2017 – Monaco – Opera Gallery – “The Monaco Master Show”
- 2017 – Hong Kong – Opera Gallery – “Colors of Italy”
- 2017 – Beirut – Opera Gallery and B&B Beirut – “Italian Contemporary Masters”
- 2018 – Singapore – Opera Gallery – “Brilliant Hues the power of red and gold”
- 2018 – Beirut – Opera Gallery – “Black & White”
- 2018 – Seoul – Opera Gallery – “Re-Opening”
- 2018 – Paris – Opera Gallery – “Les Maitres de l’abstraction”
- 2019 – Seoul – Opera Gallery – “Visual Dialogue”
- 2019 – London – Italian Embassy and Opera Gallery – “Spaziale! Italian Spatialism and its Legacy”
- 2020 – Reykjavik – Litla Gallery – “Archetypes”

## Distinctions
- 1974 – Venice – Scuola Grande di S. Teodoro, international competition “Dimensione Uomo” – Premier prix ex aequo
- 2007 – Lecce – International award “Anthony Van Dyck”

## Publications
- Axel Rondouin (dir.), Paola Porta Manos, Giovanna Nicoletti et Pino Manos, Pino Anos, exposition rétrospective d'œuvres sur papier, 1959-2018, Paris, les éditions Sarto, 2022, 60 p.,  (ISBN 978-2-9575188-2-1).
- Sergio Risaliti, Pino Manos, Firenze, Forma Edizioni srl, 2019,  (ISBN 978-88-55210-05-8).
- Carlo Franza, Pino Manos in Spazi,confini e territori, I Quaderni del Liceo di Brera, 5, Milano, novembre-dicembre 2013
- Dorothy Canning Miller (a cura di), La collezione d’arte moderna di Nelson A. Rockefeller, Milano, Silvana editoriale, 1981.